# Cory Marks

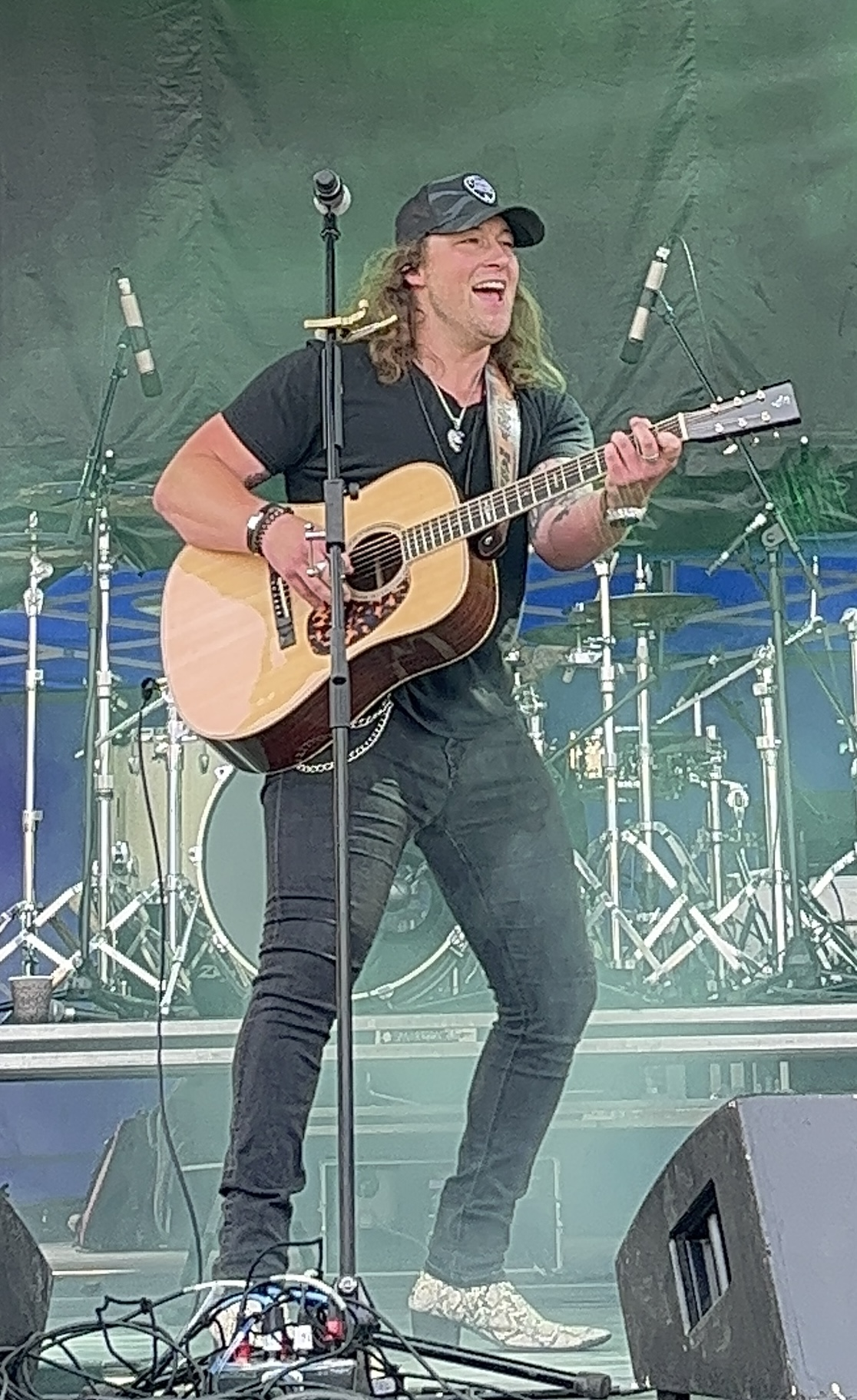
Cory Marks, 2023

Cory Marks (* 11. Oktober 1989 in North Bay, Ontario als Cory Marquardt) ist ein kanadischer Country/Rock-Sänger.

## Werdegang

### Musik
Im Alter von zehn Jahren erlernte Marks das Schlagzeug spielen und entdeckte Bands und Künstler wie Deep Purple, Ozzy Osbourne oder Rush für sich. Über seine Eltern kam er auch zur Country-Musik, wo er insbesondere durch Outlaws wie Waylon Jennings oder Merle Haggard beeinflusst wurde. Während seiner Zeit am College startete er seine Karriere, in dem er Rockmusik mit Country verband. Als Musiker tritt er als Cory Marks auf, da nach eigener Aussage „niemand seinen richtigen Nachnamen richtig aussprechen konnte“. Marks selbst bezeichnet seine Musik als verstärkten Country-Rock. Diese Mischung brachte ihm allerdings große Probleme. Beispielsweise wollten viele kanadische Country-Radiosender seine Musik nicht spielen.
2018 wurde Marks von der Plattenfirma Eleven Seven, die sich später in Better Noise Music umbenannten, unter Vertrag genommen. Im November 2019 veröffentlichte Marks seine erste Single Outlaw and Outsiders, auf der die Gastsänger Travis Tritt, Ivan Moody (Five Finger Death Punch) sowie der Gitarrist Mick Mars (Mötley Crüe) zu hören sind. Das Lied erschien zusätzlich auf dem Soundtrack des Films Sno Babies. Die Single wurde ein Jahr später in Kanada mit einer Goldenen Schallplatte ausgezeichnet. Am 7. August 2020 erschien das Debütalbum Who I Am, das von Kevin Churko in Las Vegas produziert wurde. Als weiterer Gast auf dem Album ist Lzzy Hale von der Band Halestorm bei dem Lied Out in the Rain zu hören. Eine für den Sommer 2020 geplante Tournee im Vorprogramm von Breaking Benjamin, Bush, Theory of a Deadman und Saint Asonia wurde wegen der COVID-19-Pandemie abgesagt.

### Eishockey
Cory Marquardt spielte als Angriffsspieler in der kanadischen Juniorenliga Greater Metro Hockey League (GMHL). Beim GMHL-Draft 2008 wurde er an 52. Stelle von dem Team Deseronto Storm ausgewählt. In insgesamt 42 Spielen in der GMHL erzielte er zwölf Tore. Außerdem spielte er für das Eishockeyteam des Royal Military College of Canada.

## Diskografie

### Alben
| Jahr | Titel Musiklabel                     | Höchstplatzierung, Gesamtwochen, AuszeichnungChartplatzierungen (Jahr, Titel, Musiklabel, Platzierungen, Wochen, Auszeichnungen, Anmerkungen) | Höchstplatzierung, Gesamtwochen, AuszeichnungChartplatzierungen (Jahr, Titel, Musiklabel, Platzierungen, Wochen, Auszeichnungen, Anmerkungen) | Anmerkungen                            |
| Jahr | Titel Musiklabel                     | CA | CH | Anmerkungen                            |
| ---- | ------------------------------------ | --- | --- | -------------------------------------- |
| 2020 | Who I Am Better Noise Music          | CA12 (1 Wo.)CA | CH98 (1 Wo.)CH | Erstveröffentlichung: 7. August 2020   |
| 2024 | Sorry for Nothing Better Noise Music | — | — | Erstveröffentlichung: 6. Dezember 2024 |

### EPs
| Jahr | Titel Musiklabel                       | Anmerkungen                            |
| ---- | -------------------------------------- | -------------------------------------- |
| 2020 | Outlaws & Outsiders Better Noise Music | Erstveröffentlichung: Juni 2020        |
| 2021 | Nashville Mornings Better Noise Music  | Erstveröffentlichung: 18. Juni 2021    |
| 2021 | Nashville Nights Better Noise Music    | Erstveröffentlichung: 13. August 2021  |
| 2022 | I Rise Better Noise Music              | Erstveröffentlichung: 4. November 2022 |

### Singles
- 2019: Outlaws & Outsiders (feat. Travis Tritt, Ivan Moody & Mick Mars; CA: Gold)
- 2019: Better Off
- 2020: Blame It on the Double
- 2020: Devil’s Grin
- 2020: Drive
- 2021: Blame It on the Double (feat. Tyler Connolly & Jason Hook)
- 2022: Burn It Up
- 2024: (Make My) Country Rock (feat. Sully Erna, Travis Tritt & Mick Mars)

### Musikvideos
- 2019: Outlaws & Outsiders
- 2020: Blame It on the Double
- 2020: Devil’s Grin
- 2020: Drive
- 2021: Blame It on the Double (feat. Tyler Connolly & Jason Hook)

### Beiträge für Soundtracks und Kompilationen
Soundtracks sind mit (OST) gekennzeichnet.
| Jahr | Titel                                                      | Soundtrack / Kompilation          |
| ---- | ---------------------------------------------------------- | --------------------------------- |
| 2020 | Outlaws & Outsiders                                        | Sno Babies (OST)                  |
| 2020 | Jingle My Bells                                            | Christmas with Better Noise Music |
| 2011 | Blame It on the Double (feat. Tyler Connolly & Jason Hook) | The Retaliators (OST)             |

## Auszeichnungen

### Musikverkäufe
Anmerkung: Auszeichnungen in Ländern aus den Charttabellen bzw. Chartboxen sind in ebendiesen zu finden.
| Land/RegionAuszeichnungen für Musikverkäufe (Land/Region, Auszeichnungen, Verkäufe, Quellen) | Gold  | Platin | Verkäufe | Quellen         |
| -------------------------------------------------------------------------------------------- | ----- | ------ | -------- | --------------- |
| Kanada (MC)                                                                                  | Gold1 | —      | 40.000   | musiccanada.com |
| Insgesamt                                                                                    | Gold1 | —      |          |                 |

### Musikpreise
Canadian Country Music Awards
| Jahr | Kategorie                             | für      | Resultat  |
| ---- | ------------------------------------- | -------- | --------- |
| 2021 | Alternative Country Album of the Year | Who I Am | Nominiert |